# 帕拉亞維斯塔
帕拉亞維斯塔（英語：Playa Vista）是位於美國加利福尼亚州洛杉矶西區的社區。在1941到1985年間，此社區曾是休斯飞机公司的总部，也是休斯H-4大力神飞机的建造地。该地区于2002年作为一个新市鎮的形式开发，計劃中社區的建築有包括住宅、商业和零售。此社區也是矽滩的一部分。